# Kubarki (majątek)
Kubarki (biał. Кубаркі; ros. Кубарки) – dawny majątek i folwark. Tereny, na których leżały, znajdują się obecnie na Białorusi, w obwodzie witebskim, w rejonie postawskim, w sielsowiecie Juńki.

## Historia
W czasach zaborów wieś w granicach Imperium Rosyjskiego.
W dwudziestoleciu międzywojennym majątek i folwark leżał w Polsce, w województwie wileńskim, w powiecie duniłowickim (od 1926 postawskim), w gminie Mańkowicze (od 1927 gmina Hruzdowo).
Według Powszechnego Spisu Ludności z 1921 roku zamieszkiwało tu 39 osób, 27 było wyznania rzymskokatolickiego, a 12 prawosławnego. Jednocześnie 29 mieszkańców zadeklarowało polską, a 10 białoruską przynależność narodową. Były tu 4 budynki mieszkalne. W 1931 majątek liczył 10 mieszkańców, był tu jeden dom, a folwark  w 3 domach zamieszkiwały 22 osoby.
Miejscowości należały do parafii rzymskokatolickiej i prawosławnej w Hruzdowie. Podlegała pod Sąd Grodzki w Postawach i Okręgowy w Wilnie; właściwy urząd pocztowy mieścił się w Hruzdowie.
W 1938 roku wieś należała do gromady Kubarki gminy Hruzdowo.